# El Cañuelo (Córdoba)
El Cañuelo es una localidad española del municipio de Priego de Córdoba, perteneciente a la provincia de Córdoba, en la comunidad autónoma de Andalucía.

## Historia
Hacia mediados del siglo XIX, la aldea, ya por entonces perteneciente a Priego de Córdoba, tenía contabilizada una población de 216 habitantes. Aparece descrita en el quinto volumen del Diccionario geográfico-estadístico-histórico de España y sus posesiones de Ultramar de Pascual Madoz de la siguiente manera:

CAÑUELO (el): ald. en la prov. de Córdoba (11 leg.), aud. terr. y c. g. de Sevilla (27), abadia de Alcalá la Real 
(4): para su gobierno interior tiene 2 alc. pedáneos dependientes del ayunt. de Priego, a cuyo part. jud. corresponde. Está sit. en un pequeña colina con buena ventilacion y clima saludable. Se compone de 60 casas agrupadas de 2 pisos y de unos 18 pies de altura: no tiene parr. ni ermita alguna, por lo cual forma parte de la felig. de Zamoranos. El terreno en lo general es llano y bastante fértil; en las inmediaciones de la pobl. hay algunas viñas y olivares, estando la parte restante de su demarcacion destinada a cereales: bañala un pequeño arroyo y á corta dist. NO. de la ald. se encuentra un baño ant. de argamasa, cuyas aguas son muy útiles para enfermedades cutáneas. prod.: trigo, cebada, garbanzos y otras semillas, ganado vacuno y lanar, y alguna caza menor. pobl.: 60 vec., 216 alm. contr.: con el ayunt.
(Madoz, 1846, p. 500)

En 2022, tenía empadronados 141 habitantes.